# Баскара II
Не треба мешати са математичарем из 7. века Баскаром I.
Баскара II (1114—1185) је био највећи индијски математичар 12. века. Живео је и радио у Уџајину, граду у централној Индији. Најпознатије дело Баскаре II је „Лилавати“, рад из аритметике. „Лилавати“ је током многих векова важила на Истоку за узорну књигу из области аритметике и вештине мерења. Ту књигу је император Акбар превео на персијски језик 1587. године, а 1832. године била је издата у Калкути. 
Из стихова, у његовом главном делу, Сиданта Широмани (सिद्धांतशिरोमणी), може се закључити да је рођен 1114. године у Виџадавиди (Виџалавиди), и да је живео у планинском венцу Сахијадри Западних Гата, у близини града Патан у Чалисгаону, који се налази у данашњем региону Кандеш у Махараштри. Он је једини антички математичар који је овековечен на споменику. У храму у Махараштри, натпис који је наводно направио његов унук Чангадева, наводи Баскарачарјину лозу предака за неколико генерација пре њега, као и две генерације после њега. Колбрук, који је био први Европљанин који је превео (1817) математичке класике Баскарачарје II, помиње породицу као махараштријских брамана који живе на обалама реке Годавари.
Рођен у хиндуистичкој Дешаста браманској породици научника, математичара и астронома, Баскара II је био вођа космолошке опсерваторије у Уџајину, главном математичком центру древне Индије. Баскара и његови радови представљају значајан допринос математичком и астрономском знању у 12. веку. Он је називан највећим математичарем средњовековне Индије. Његово главно дело Сиданта-Сиромани, (санскрт за „Круна расправа“) подељено је на четири дела која се зову Лилавати, Биџаганита, Грахаганита и Голадијаја, која се такође понекад сматрају да су четири независна дела. Ова четири одељка баве се аритметиком, алгебром, математиком планета, односно сферама. Такође је написао још једну расправу под називом Карана Каутухала.

## Биографија
Баскара је рођен 1036. године током шака ере (1114. године). Он је компоновао Сиданта Широмани када је имао 36 година. Сиданта Широмани је завршен током 1150. године. Такође је написао још једно дело под називом Карана-кутухала када је имао 69 година (1183. године). Његова дела показују утицај Брамагупте, Шридаре, Махавире, Падманабе и других претходника. Баскара је живео у Патнадевију који се налази у близини Патана (Чалисгаон) у близини Сахијадрија.
Рођен је у браманској породици Дешаста Ригведи у близини Виџадавиде (Виџалавида).
Мунишвара (17. век), коментатор Сиданта Широманија из Баскаре, дао је информације о локацији Виџадавиде у свом делу Марики Тика на следећи начин:

सह्यकुलपर्वतान्तर्गत भूप्रदेशे 
महाराष्ट्रदेशान्तर्गतविदर्भपरपर्यायविराटदेशादपि निकटे 
गोदावर्यां नातिदूरे 
पंचक्रोशान्तरे विज्जलविडम्।
Овај опис лоцира Вијалавиду у Махараштри, у близини регије Видарба и недалеко од обала реке Годавари. Међутим, научници се не слажу око тачног места. Део научника сматра да је то место сместио близу Патана у (Чалисгаон Талука округа Џалгаон) док су га неки идентификовали са савременим градом Бид. Многи други извори помињу Виџалавиду као Биџапур-Биџараги у Карнатаки.
За Баскара се каже да је био шеф астрономске опсерваторије у Уџајину, водећем математичком центру средњовековне Индије. Историја бележи да је његов пра-пра-прадеда имао наследно место као дворски научник, као и његов син и други потомци. Његов отац Махешвара (Махесваропадхиаиа) био је математичар, астроном и астролог, који га је подучавао математици, коју је касније пренео свом сину Локасамудри. Локасамудрин син је помогао у оснивању школе 1207. за проучавање Баскариних списа. Умро је 1185. године.

## Допринос математици
Баскара II се као и други индијски математичари тог времена бавио, између осталог, и неодређеним једначинама, које данас називамо Диофантове једначине. Карактеристично за тадашње индијске матаматичаре је да су у решавању неодређених једначина отишли даље од Диофанта зато што су узимали у обзир и негативне корене једначина, мада то, пак, води порекло од времена старих практичних захтева, који су се појавили под утицајем вавилонске астрономије. На пример, Баскара је нашао да су корени једначине:
{\displaystyle {\begin{aligned}x^{2}-45x=250\end{aligned}}}
једнаки 50 и -5, али је са скептицизмом гледао на примену негативних корена.